# FA Women’s Cup
Der The Football Association Women’s Challenge Cup Competition (kurz: FA Women’s Cup) ist der englische Vereinspokal für Frauenfußballvereine. Der Wettbewerb ist mit dem DFB-Pokal in Deutschland vergleichbar. Erstmals wurde der FA Women’s Cup 1971 ausgespielt. Erster Gewinner war der FC Southampton, der Arsenal LFC ist mit 14 Pokalerfolgen Rekordsieger. Der FA Women’s Cup hat in England einen relativ niedrigen Stellenwert. Dennoch wird das Finale seit einigen Jahren durch die BBC live in Rundfunk und Fernsehen übertragen. Aktueller Titelträger ist Chelsea FC Women. Die Mannschaft besiegte im Endspiel am 18. Mai 2025 Manchester United W.F.C. mit 3:0.

## Modus
Am FA Women’s Cup kann jeder englische Verein teilnehmen, der in einer von der Football Association oder einem der Football Association angeschlossenen Verband sanktionierten Liga spielt. Wenn ein Verein teilnehmen möchte, muss er dies bei der Football Association beantragen und eine Teilnahmegebühr entrichten. Stichtag für die Bewerbung ist der 1. Juli. Danach prüft die Football Association die Anträge und entscheidet, welche Clubs teilnehmen dürfen und welche nicht.
Der FA Women’s Cup wird im K.-o.-System ausgespielt. Steht es nach 90 Minuten unentschieden, wird das Spiel um zweimal 15 Minuten verlängert. Steht es dann immer noch unentschieden, wird der Sieger im Elfmeterschießen ermittelt. Damit unterscheidet sich der FA Women’s Cup vom FA Cup der Männer, wo die Regularien in einem solchen Fall ein Wiederholungsspiel vorsehen.
In den zwei Qualifikationsrunden sowie den ersten drei Runden der Hauptrunde wird die Auslosung nach geographischen Gesichtspunkten durchgeführt. Die zuerst gezogene Mannschaft hat grundsätzlich Heimrecht. Das bedeutet, dass ein Club der FA Women’s Super League Heimrecht auch gegen eine unterklassige Mannschaft haben kann. Das Finale wurde bis 2014 immer in einem neutralen Stadion ausgetragen, seit 2015 aber dauerhaft im Wembley-Stadion. Im Finale 2023 wurde mit 77.390 Zuschauern der Rekordbesuch dieses Wettbewerbs aufgestellt, der im Folgejahr mit 76.082 Zuschauern knapp verpasst wurde.
In der Saison 2025/26 nehmen insgesamt 538 Mannschaften teil. Die erste Qualifikationsrunde findet am 24. August 2025 statt, das Endspiel ist am 31. Mai 2026. Die Mannschaften der FA Women’s Super League greifen erst in der vierten Runde in den Wettbewerb ein.

## Bisherige Endspiele
| Jahr      | Sieger                | Finalist             | Ergebnis             |
| --------- | --------------------- | -------------------- | -------------------- |
| 1970/71   | FC Southampton        | Stewarton & Thistle  | 4:1                  |
| 1971/72   | FC Southampton        | Lees Ladies          | 3:2                  |
| 1972/73   | FC Southampton        | Westhorn United      | 2:0                  |
| 1973/74   | Foxdens               | FC Southampton       | 2:1                  |
| 1974/75   | FC Southampton        | Warminster           | 4:2                  |
| 1975/76   | FC Southampton        | Queens Park Rangers  | 2:1                  |
| 1976/77   | Queens Park Rangers   | FC Southampton       | 1:0                  |
| 1977/78   | FC Southampton        | Queens Park Rangers  | 8:2                  |
| 1978/79   | FC Southampton        | Lowestoft            | 1:0                  |
| 1979/80   | St. Helens            | Preston North End    | 1:0                  |
| 1980/81   | FC Southampton        | St. Helens           | 4:2                  |
| 1981/82   | Lowestoft             | Cleveland Spartans   | 2:0                  |
| 1982/83   | Doncaster Belles      | St. Helens           | 3:2                  |
| 1983/84   | Howbury Grange        | Doncaster Belles     | 4:2                  |
| 1984/85   | Friends of Fulham     | Doncaster Belles     | 2:0                  |
| 1985/86   | Norwich City          | Doncaster Belles     | 4:3                  |
| 1986/87   | Doncaster Belles      | St. Helens           | 2:0                  |
| 1987/88   | Doncaster Belles      | Leasowe Pacific      | 3:1                  |
| 1988/89   | Leasowe Pacific       | Friends of Fulham    | 3:2                  |
| 1989/90   | Doncaster Belles      | Friends of Fulham    | 1:0                  |
| 1990/91   | Millwall Lionesses    | Doncaster Belles     | 1:0                  |
| 1991/92   | Doncaster Belles      | Red Star Southampton | 4:0                  |
| 1992/93   | Arsenal LFC           | Doncaster Belles     | 3:0                  |
| 1993/94   | Doncaster Belles      | Knowsley United      | 1:0                  |
| 1994/95   | Arsenal LFC           | Liverpool FC Women   | 3:2                  |
| 1995/96   | Croydon               | Liverpool FC Women   | 1:1 n. V., 4:2 i. E. |
| 1996/97   | Millwall Lionesses    | Wembley              | 1:0                  |
| 1997/98   | Arsenal LFC           | Croydon              | 3:2                  |
| 1998/99   | Arsenal LFC           | Southampton Saints   | 2:0                  |
| 1999/2000 | Croydon               | Doncaster Belles     | 2:1                  |
| 2000/01   | Arsenal LFC           | FC Fulham            | 1:0                  |
| 2001/02   | FC Fulham             | Doncaster Belles     | 2:1                  |
| 2002/03   | FC Fulham             | Charlton Athletic    | 3:0                  |
| 2003/04   | Arsenal LFC           | Charlton Athletic    | 3:0                  |
| 2004/05   | Charlton Athletic     | Everton LFC          | 1:0                  |
| 2005/06   | Arsenal LFC           | Leeds United         | 5:0                  |
| 2006/07   | Arsenal LFC           | Charlton Athletic    | 4:1                  |
| 2007/08   | Arsenal LFC           | Leeds United         | 4:1                  |
| 2008/09   | Arsenal LFC           | Sunderland WFC       | 2:1                  |
| 2009/10   | Everton LFC           | Arsenal LFC          | 3:2                  |
| 2010/11   | Arsenal LFC           | Bristol Academy      | 2:0                  |
| 2011/12   | Birmingham City LFC   | Chelsea LFC          | 2:2 n. V., 3:2 i. E. |
| 2012/13   | Arsenal LFC           | Bristol Academy      | 3:0                  |
| 2013/14   | Arsenal LFC           | Everton LFC          | 2:0                  |
| 2014/15   | Chelsea LFC           | Notts County         | 1:0                  |
| 2015/16   | Arsenal LFC           | Chelsea LFC          | 1:0                  |
| 2016/17   | Manchester City WFC   | Birmingham City LFC  | 4:1                  |
| 2017/18   | Chelsea LFC           | Arsenal LFC          | 3:1                  |
| 2018/19   | Manchester City WFC   | West Ham United LFC  | 3:0                  |
| 2019/20   | Manchester City WFC   | Everton LFC          | 3:1 n. V.            |
| 2020/21   | Chelsea LFC           | Arsenal LFC          | 3:0                  |
| 2021/22   | Chelsea LFC           | Manchester City WFC  | 3:2 n. V.            |
| 2022/23   | Chelsea LFC           | Manchester United    | 1:0                  |
| 2023/24   | Manchester United WFC | Tottenham Hotspur    | 4:0                  |
| 2024/25   | Chelsea LFC           | Manchester United    | 3:0                  |

## Rekordsieger
- 14 Titel: Arsenal LFC
- 08 Titel: FC Southampton
- 06 Titel: Doncaster Belles
- 06 Titel: Chelsea LFC
- 03 Titel: Charlton Athletic (inkl. Croydon)
- 03 Titel: Manchester City
- 02 Titel: FC Fulham
- 02 Titel: Millwall Lionesses
- 01 Titel: Manchester United W.F.C.
- 01 Titel: Birmingham City LFC
- 01 Titel: Everton LFC
- 01 Titel: Foxdens
- 01 Titel: Friends of Fulham
- 01 Titel: Howbury Grange
- 01 Titel: Leasowe Pacific
- 01 Titel: Lowestoft
- 01 Titel: Norwich City
- 01 Titel: Queens Park Rangers
- 01 Titel: St. Helens